# Stéphane Audran
Stéphane Audran, pseudonimo di Colette Suzanne Jeannine Dacheville (Versailles, 8 novembre 1932 – Neuilly-sur-Seine, 27 marzo 2018), è stata un'attrice francese.

## Biografia
Suo padre Corneille Dacheville era un medico che morì quando lei aveva sei anni. La sua infanzia fu difficile, perché era in condizioni di salute precarie tra i sei e i quindici anni. Sua madre, Jeanne Rossi, che perse la prima figlia in giovane età, era ossessionata dalla salute della figlia minore. Stéphane Audran mostrò molto presto un gusto per i travestimenti e la commedia, ma la madre non approvava il suo sogno di diventare un'attrice. Dopo gli studi secondari al liceo Lamartine di Parigi, prese lezioni di recitazione da Charles Dullin, Tania Balachova, Michel Vitold e René Simon.
Sposata con Jean-Louis Trintignant dal 1954 al 1956, fu per molti anni la compagna di Claude Chabrol, dal quale ebbe un figlio, Thomas. Legò la sua figura e la sua recitazione a gran parte della filmografia del regista, da I cugini (1958) a Stéphane, una moglie infedele (1968), da L'amico di famiglia (1973), Rosso nel buio (1978) e Violette Nozière (1978) fino a Giorni felici a Clichy (1990) e Betty (1992). Per Les biches - Le cerbiatte (1968), sempre diretta da Chabrol, vinse l'Orso d'argento per la migliore attrice al Festival internazionale del cinema di Berlino. Diretta da altri registi si fece ammirare, fra l'altro, ne Il fascino discreto della borghesia (1972) di Luis Buñuel, che le valse nel 1974 il premio BAFTA alla miglior attrice, in Colpo di spugna (1981) di Bertrand Tavernier e ne Il pranzo di Babette (1987) di Gabriel Axel.

## Filmografia

### Cinema
- La bonne tisane, regia di Hervé Bromberger (1958)
- Montparnasse (Les amants de Montparnasse), regia di Jacques Becker (1958)
- Il segno del leone (Le signe du lion), regia di Éric Rohmer (1959)
- I cugini (Les cousins), regia di Claude Chabrol (1959)
- Donne facili (Les bonnes femmes), regia di Claude Chabrol (1960)
- I bellimbusti (Les godelureaux), regia di Claude Chabrol (1961)
- Saint Tropez Blues, regia di Marcel Moussy (1961)
- L'occhio del maligno (L'Oeil du malin), regia di Claude Chabrol (1962)
- Landru, regia di Claude Chabrol (1963)
- Les durs à cuire ou Comment supprimer son prochain sans perdre l'appétit, regia di Jacques Pinoteau (1964)
- La tigre ama la carne fresca (Le tigre aime la chair fraiche), regia di Claude Chabrol (1964)
- La Muette episodio di Parigi di notte, regia di Claude Chabrol (1965)
- Marie Chantal contro il dr. Kha (Marie-Chantal contre le docteur Kha), regia di Claude Chabrol (1965)
- La linea di demarcazione (La ligne de démarcation), regia di Claude Chabrol (1966)
- Le scandale - Delitti e champagne (Le scandale), regia di Claude Chabrol (1967)
- Les biches - Le cerbiatte (Les biches), regia di Claude Chabrol (1968)
- Stéphane, una moglie infedele (La femme infidèle), regia di Claude Chabrol (1969)
- Il tagliagole (Le boucher), regia di Claude Chabrol (1970)
- Dossier 212: destinazione morte, regia di Jean Delannoy (1970)
- All'ombra del delitto (La Rupture), regia di Claude Chabrol (1970)
- La signora dell'auto con gli occhiali e un fucile (The Lady in the Car with Glasses and a Gun), regia di Anatole Litvak (1970)
- Sul far della notte (Juste avant la nuit), regia di Claude Chabrol (1971)
- Senza movente (Sans mobile apparent), regia di Philippe Labro (1971)
- Aussi loin que l'amour, regia di Frédéric Rossif (1971)
- L'altra faccia del vento (The Other Side of the Wind), regia di Orson Welles (1972)
- La sedia a rotelle (Un meurtre est un meurtre), regia di Étienne Périer (1972)
- Il fascino discreto della borghesia (Le charme discret de la bourgeoisie), regia di Luis Buñuel (1972)
- L'amico di famiglia (Les noces rouges), regia di Claude Chabrol (1973)
- Comment réussir... quand on est con et pleurnichard, regia di Michel Audiard (1974)
- Le cri du coeur, regia di Claude Lallemand (1974)
- ...e poi, non ne rimase nessuno (Ein Unbekannter rechnet ab), regia di Peter Collinson (1974)
- Tre amici, le mogli e (affettuosamente) le altre (Vincent, François, Paul... et les autres), regia di Claude Sautet (1974)
- Hay que matar a B., regia di José Luis Borau (1975)
- L'uccello tutto nero (The Black Bird), regia di David Giler (1975)
- Chi dice donna dice donna, regia di Tonino Cervi (1976)
- Pazzi borghesi (Folies bourgeoises), regia di Claude Chabrol (1976)
- L'avvocato del diavolo (Des Teufels Advokat), regia di Guy Green (1977)
- Morte di una carogna (Mort d'un pourri), regia di Georges Lautner (1977)
- Rosso nel buio (Les liens du sang), regia di Claude Chabrol (1978)
- Uomini d'argento (Silver Bears), regia di Ivan Passer (1978)
- Violette Nozière, regia di Claude Chabrol (1978)
- Io, grande cacciatore (Eagle's Wing), regia di Anthony Harvey (1979)
- Le gagnant, regia di Christian Gion (1979)
- Le soleil en face, regia di Pierre Kast (1980)
- Il grande uno rosso (The Big Red One), regia di Samuel Fuller (1980)
- Le coeur à l'envers, regia di Franck Apprederis (1980)
- Il vizietto II (La cage aux folles II), regia di Édouard Molinaro (1980)
- Les Plouffe, regia di Gilles Carle (1981)
- Colpo di spugna (Coup de torchon), regia di Bertrand Tavernier (1981)
- Killers Boulevard (Boulevard des assassins), regia di Boramy Tioulong (1982)
- Il bersaglio (Le choc), regia di Robin Davis (1982)
- Paradis pour tous, regia di Alain Jessua (1982)
- Mia dolce assassina (Mortelle randonnée), regia di Claude Miller (1983)
- La scarlatine, regia di Gabriel Aghion (1983)
- Les Voleurs de la nuit, regia di Samuel Fuller (1984)
- Il sangue degli altri (Le sang des autres), regia di Claude Chabrol (1984)
- Il ragazzo della baia (The Bay Boy), regia di Daniel Petrie (1984)
- Una morte di troppo (Poulet au vinaigre), regia di Claude Chabrol (1985)
- Night Magic, regia di Lewis Furey (1985)
- Matrimonio con vizietto (Il vizietto III) (La cage aux folles 3 - 'Elles' se marient), regia di Georges Lautner (1985)
- La zingara (La gitane), regia di Philippe de Broca (1986)
- Suivez mon regard, regia di Jean Curtelin (1986)
- Il pranzo di Babette (Babettes gæstebud), regia di Gabriel Axel (1987)
- I violentatori della notte (Faceless), regia di Jesús Franco (1987)
- Il grido del gufo (Le cri du hibou), regia di Claude Chabrol (1987)
- Cinématon, regia di Gérard Courant (1987)
- Les saisons du plaisir, regia di Jean-Pierre Mocky (1988)
- Corps z'a corps, regia di André Halimi (1988)
- Il nido del ragno, regia di Gianfranco Giagni (1988)
- Sons, regia di Alexandre Rockwell (1989)
- Manika, une vie plus tard, regia di François Villiers (1989)
- La messe en si mineur, regia di Jean-Louis Guillermou (1990)
- Giorni felici a Clichy (Jours tranquilles à Clichy), regia di Claude Chabrol (1990)
- Betty, regia di Claude Chabrol (1992)
- Presenze (The Turn of the Screw), regia di Rusty Lemorande (1992)
- Al piccolo Margherita (Au petit Marguery), regia di Laurent Bénégui (1995)
- Maximum Risk, regia di Ringo Lam (1996)
- Arlette, regia di Claude Zidi (1997)
- Madeline - Il diavoletto della scuola (Madeline), regia di Daisy von Scherler Mayer (1998)
- Belle maman, regia di Gabriel Aghion (1999)
- Le pique-nique de Lulu Kreutz, regia di Didier Martiny (2000)
- Che fame!!! (J'ai faim!!!), regia di Florence Quentin (2001)
- Ma femme... s'appelle Maurice, regia di Jean-Marie Poiré (2002)
- La fille de Monaco, regia di Anne Fontaine (2008)

### Televisione
- Tatort - serie TV, 1 episodio (1973)
- Orient-Express, regia di Daniele D'Anza e Marcel Moussy - miniserie TV (1980)
- Cinéma 16 - serie TV, 1 episodio (1981)
- Le beau monde, regia di Michel Polac - film TV (1981)
- Ritorno a Brideshead (Brideshead Revisited), regia di Charles Sturridge e Michael Lindsay-Hogg - miniserie TV (1981)
- Les affinités électives, regia di Claude Chabrol - film TV (1982)
- La marseillaise, regia di Michel Berny - film TV (1982)
- La figlia di Mistral (Mistral's Daughter), regia di Kevin Connor e Douglas Hickox - miniserie TV (1984)
- Il sole sorge ancora (The Sun Also Rises), regia di James Goldstone - miniserie TV (1984)
- Un'isola, regia di Carlo Lizzani - film TV (1986)
- Una povera ragazza ricca - La storia di Barbara Hutton (Poor Little Rich Girl: The Barbara Hutton Story), regia di Charles Jarrott - miniserie TV (1987)
- Charlie Champagne (Champagne Charlie), regia di Allan Eastman - miniserie TV (1989)
- TECX - serie TV, 2 episodi (1990)
- Le droit à l'oubli, regia di Gérard Vergez - film TV (1992)
- Omicidio a circuito chiuso (Weep No More, My Lady), regia di Michel Andrieu - film TV (1992)
- L'évanouie, regia di Jacqueline Veuve - film TV (1994)
- Piccolissimo (Petit), regia di Patrick Volson - film TV (1996)
- Un printemps de chien, regia di Alain Tasma - film TV (1997)
- La bicyclette bleue, regia di Thierry Binisti - miniserie TV (2000)
- Sissi, l'imperatrice ribelle (Sissi, l'impératrice rebelle), regia di Jean-Daniel Verhaeghe - film TV (2004)
- 3 femmes... un soir d'été, regia di Sébastien Grall - miniserie TV (2005)

## Riconoscimenti
- Premio César
  - 1979 – Migliore attrice non protagonista per Violette Nozière
  - 1982 – Candidatura come migliore attrice non protagonista per Colpo di spugna
  - 1983 – Candidatura come migliore attrice non protagonista per Paradis pour tous
  - 1984 – Candidatura come migliore attrice non protagonista per Mia dolce assassina
- British Academy Film Awards
  - 1973 – Candidatura come migliore attrice protagonista per Il tagliagole
  - 1974 – Migliore attrice protagonista per Sul far della notte e Il fascino discreto della borghesia
  - 1989 – Candidatura come migliore attrice protagonista per Il pranzo di Babette
- Festival internazionale del cinema di Berlino
  - 1968 – Orso d'argento per la migliore attrice per Les biches - Le cerbiatte
- Nastro d'argento
  - Nastri d'argento 1988 – Migliore attrice straniera per Il pranzo di Babette
- Festival internazionale del cinema di San Sebastián
  - 1970 – Migliore attrice per Il tagliagole

## Doppiatrici italiane
Nelle versioni in italiano dei suoi film, Stéphane Audran è stata doppiata da:
- Rita Savagnone in Les biches - Le cerbiatte, Stéphane, una moglie infedele, Pazzi borghesi, Rosso nel buio
- Noemi Gifuni in ...e poi, non ne rimase nessuno, Killers Boulevard, Orient-Express
- Maria Pia Di Meo in Donne facili, Omicidio a circuito chiuso
- Ada Maria Serra Zanetti in Il fascino discreto della borghesia
- Paila Pavese in Il pranzo di Babette
- Vanna Busoni in Il nido del ragno
- Anna Rita Pasanisi in Maximum Risk
- Stefanella Marrama in Madeline - Il diavoletto della scuola
- Gabriella Genta in La figlia di Mistral
- Daniela Gatti in Charlie Champagne
- Alba Cardilli in Presenze
- Stefania Romagnoli in Sissi, l'imperatrice ribelle